# 维亚切斯拉夫·缅任斯基
维亚切斯拉夫·鲁道福维奇·缅任斯基（1874年8月19日—1934年5月10日），又译明仁斯基，俄罗斯波蘭裔革命家、苏联政治人物。他在1926年至1934年担任苏联国家政治保卫局主席。緬任斯基可以流利使用朝鲜语、中文、土耳其语和波斯语。

## 圖片

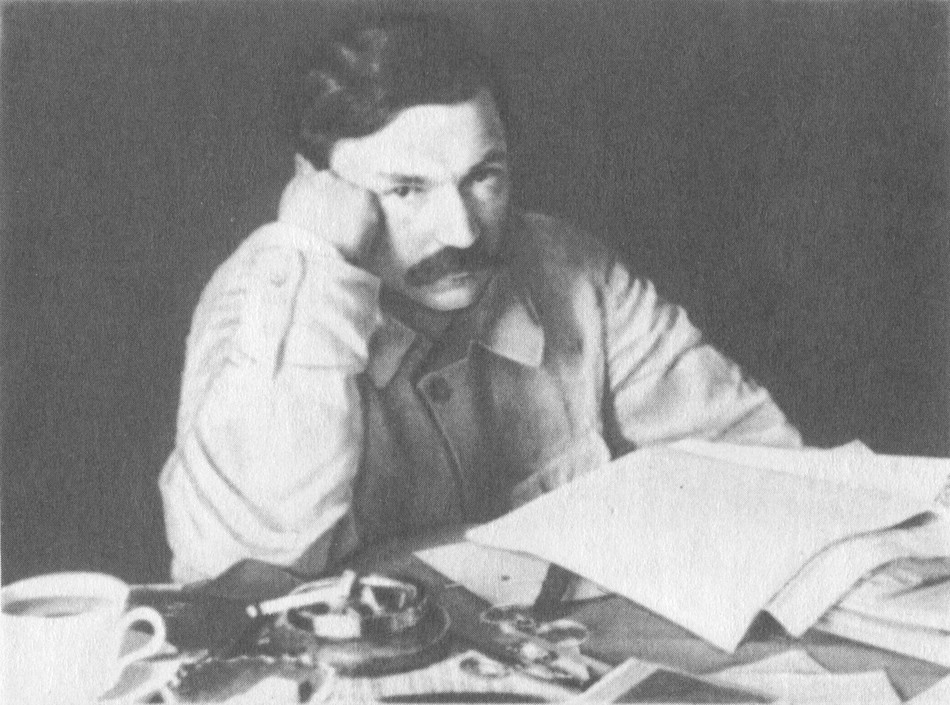
緬任斯基—攝於国家政治保卫总局的辦公室，1926年
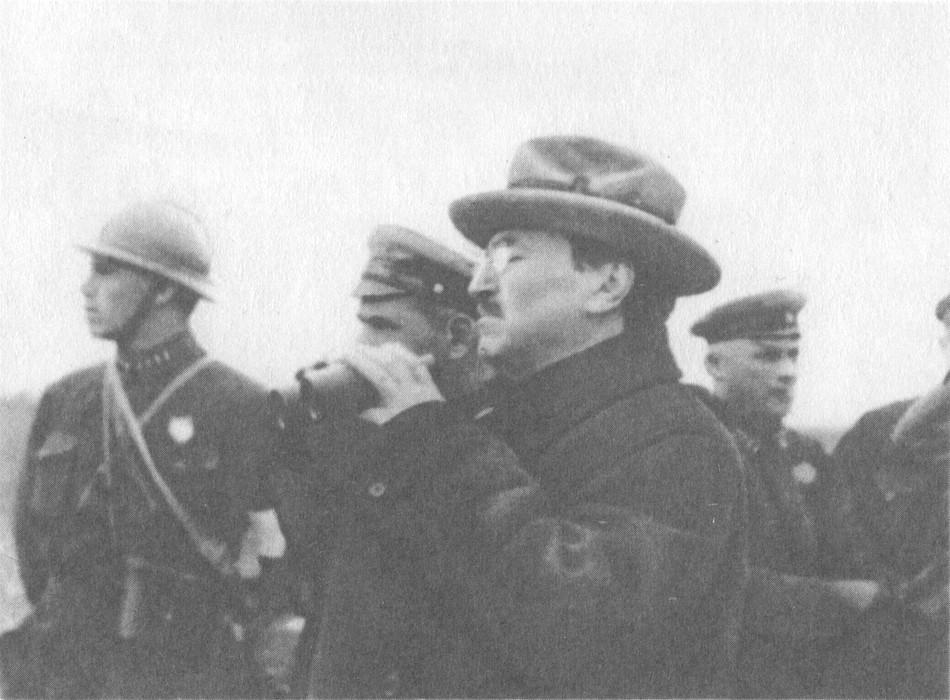
緬任斯基視察莫斯科軍管區部隊演習，1928年
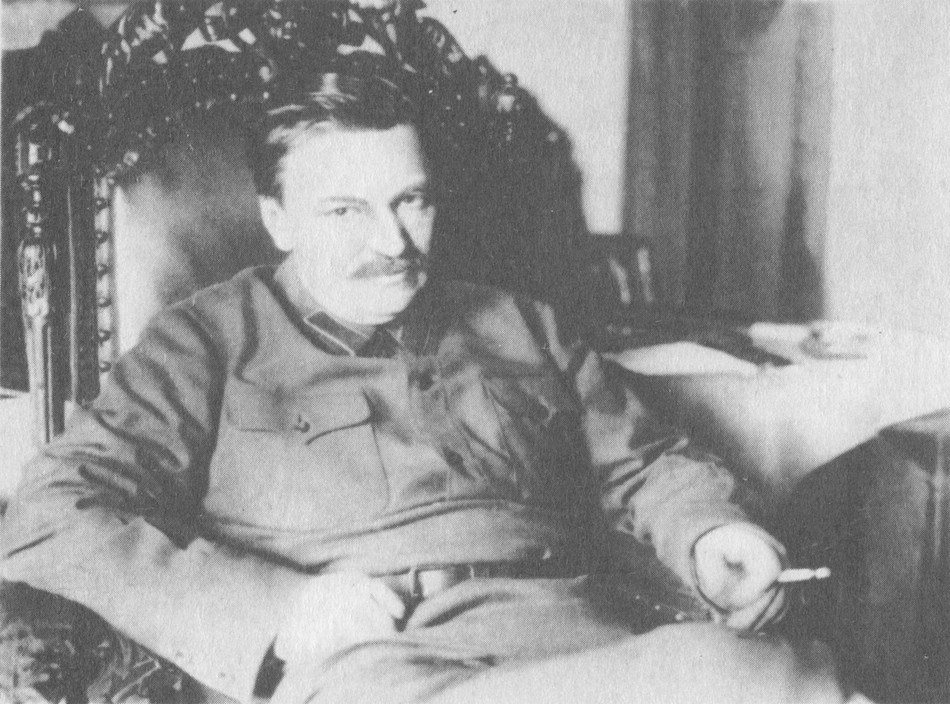
緬任斯基最後拍攝的影像，1933年

## 備註
1. ↑  父；俄语：
2. ↑  母；俄语：
3. ↑  俄語羅馬化：Vyacheslav Rudolfovich Menzhinsky

## 外部連結
- [永久]
- http://fdzerzhinsky.narod.ru/chkpartija.htm （页面存档备份，存于）